# Chaos;Child
Chaos;Child (japonês: カオスチャイルド, Hepburn: Kaosu Chairudo, estilizado como ChäoS;Child) é um jogo visual novel desenvolvido pela 5pb.. Ele é parte da série Science Adventure, sendo uma continuação de Chaos;Head (2008). Ele foi lançado no Japão em 2014 para Xbox One, em 2015, para PlayStation 3, PlayStation 4 e PlayStation Vita, e em 2016 para Microsoft Windows.

## Lançamento
Chaos;Child foi originalmente planejado para ser lançado em 27 de novembro, 2014 no Japão para o Xbox One, mas foi adiado, e foi lançado em 18 de dezembro de 2014. Mais tarde foi portado para o PlayStation 3, PlayStation 4 e PlayStation Vita, e lançado em 25 de junho de 2015; além disso, uma versão para Microsoft Windows foi lançada em 28 de abril de 2016. Uma edição limitada das versões de PlayStation 3, PlayStation 4 e PlayStation Vita foi feita no Japão, que incluía um drama CD. Uma adaptação em anime foi anunciada.